# Aphorisma albistriata
Aphorisma albistriata är en fjärilsart som beskrevs av George Francis Hampson 1898. Aphorisma albistriata ingår i släktet Aphorisma och familjen nattflyn. Inga underarter finns listade i Catalogue of Life.